# Cerkiew św. Anny w Międzylesiu
Cerkiew pod wezwaniem św. Anny – prawosławna cerkiew parafialna w Międzylesiu. Należy do dekanatu Terespol diecezji lubelsko-chełmskiej Polskiego Autokefalicznego Kościoła Prawosławnego.
Obecną murowaną cerkiew zbudowano w latach 1980–1985, w związku z powrotami na ojcowiznę rodzin wysiedlonych w ramach Akcji „Wisła” (1947) i wznowieniem działalności parafii prawosławnej w Międzylesiu (oficjalna reaktywacja nastąpiła w 1983). Poprzednia, drewniana cerkiew parafialna została zniszczona podczas akcji polonizacyjno-rewindykacyjnej (1938).
W 2015 wnętrze cerkwi ozdobiono polichromią.

## Galeria

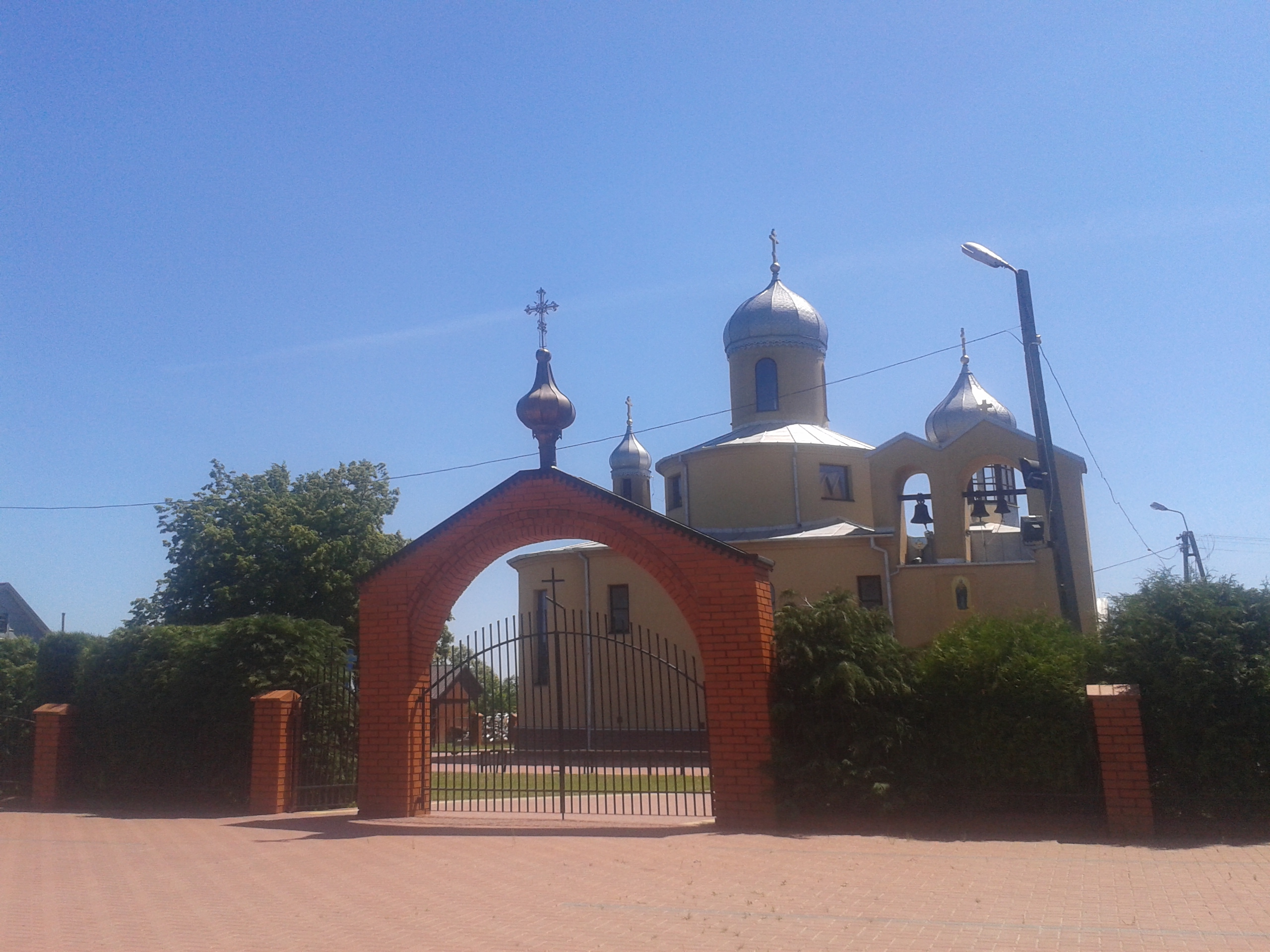
Widok ogólny cerkwi i bramy wjazdowej
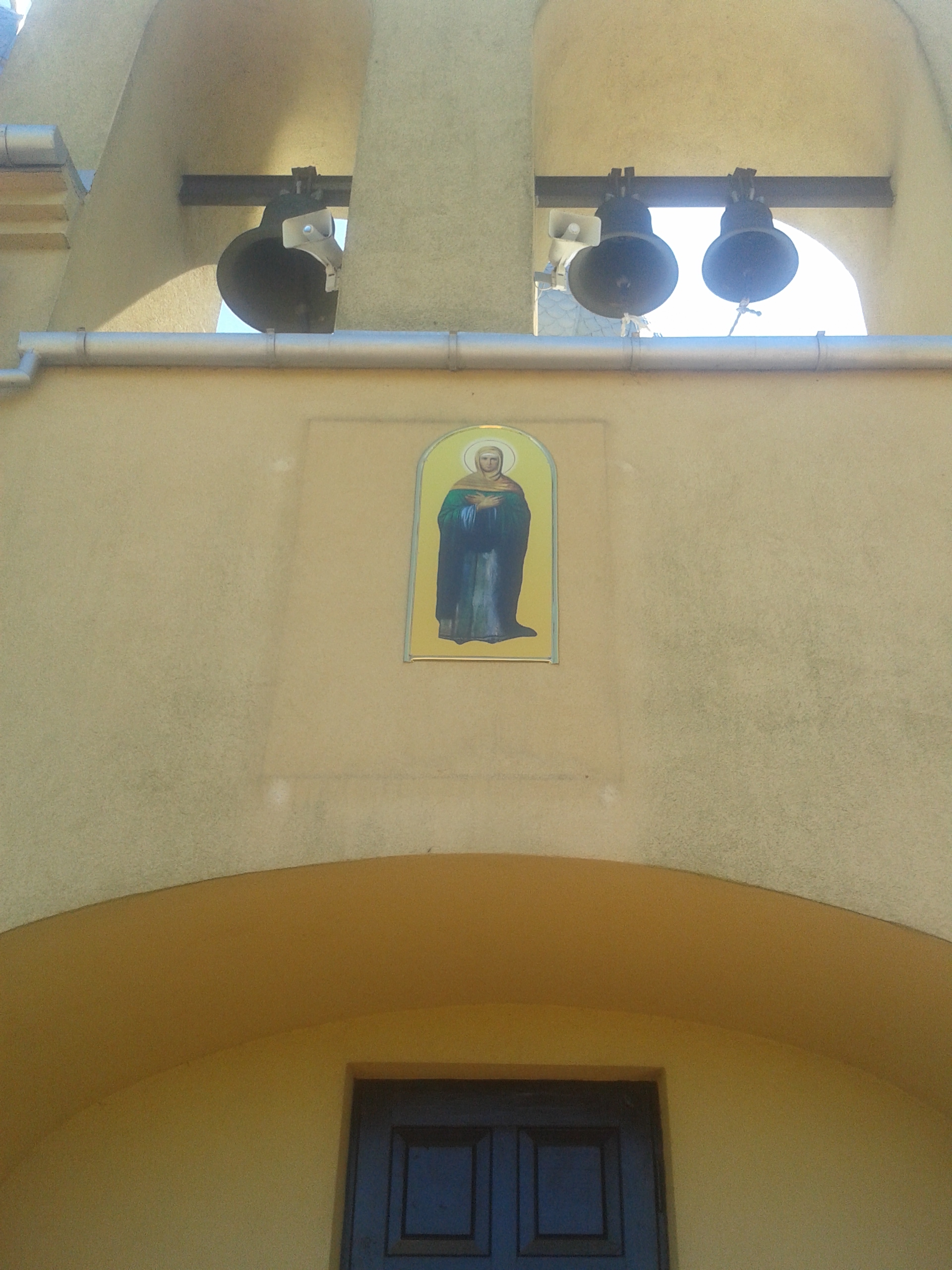
Fragment dzwonnicy z ikoną św. Anny